# Фокіно (Брянська область)
Фо́кіно (рос. Фокино) — місто в Дятьковському районі Брянської області, Росія.
Населення міста становить 14 962 особи (2008; 15 504 в 2002, 15,2 тис. 1989, 13,1 тис. в 1970, 11,0 тис. в 1959).

## Географія
Місто розташоване на річці Болва, лівій притоці Десни, басейн Дніпра. З усіх сторін оточене лісами Фокінського лісництва.

## Історія
Фокіно засноване в 1899 році як селище Цементний, у зв'язку з будівництвом цементного заводу; з 1929 — смт. Статус міста та нову назву отримано в 1964 році. Місто назване на честь революціонера І. І. Фокіна, який діяв у Брянську.

## Економіка
В місті працюють цементний, шиферний завод, комбінат азбестоцементних виробів, заводи керамічних дренажний труб та залізобетонних виробів. На східних та північних околицях ведеться видобуток глини.

## Відомі особистості
В поселенні народилась:
- Черненко Олена Єгорівна (* 1957) — державний діяч Придністровської Молдавської Республіки.